# Jaspis reptans
Jaspis reptans är en svampdjursart som först beskrevs av Arthur Dendy 1905.  Jaspis reptans ingår i släktet Jaspis och familjen Ancorinidae. Inga underarter finns listade i Catalogue of Life.